# Дартаев, Айдын Батырланович
Айдын Батырланович Дартаев (род. 9 декабря 1992, Аксу-Аюлы, Карагандинская область) — казахстанский самбист и дзюдоист, чемпион мира по самбо среди юношей 2010 года, серебряный призёр первенства мира среди юниоров 2012 года, серебряный призёр Кубка мира по самбо среди студентов 2012 года, бронзовый призёр розыгрыша Кубка мира по самбо 2016 года, бронзовый призёр чемпионата мира по самбо 2021 года, призёр международных турниров по самбо и дзюдо, мастер спорта Республики Казахстан, участник соревнований по самбо летней Универсиады 2013 года в Казани. По самбо выступал во второй полусредней весовой категории (до 74 кг). Проживал в Караганде и Алма-Ате.